# Simrothiella vasconiensis
Simrothiella vasconiensis is een Solenogastressoort uit de familie van de Simrothiellidae. De wetenschappelijke naam van de soort is voor het eerst geldig gepubliceerd in 2008 door Salvini-Plawen.